# Lösung (Altes Ägypten)
Unter Lösung (altägyptisch sefech) wurde in der altägyptischen Mythologie und Astronomie die rituelle Reinigung der Toten während des siebzig Tage andauernden Balsamierungsrituals verstanden. Im Gegensatz zu den abrahamitischen Religionen (Judentum, Christentum, Islam), bei denen die „Befreiung von den Sünden“ im Laufe des Lebens und mit dem Tod der Übertritt in die Welt der Verstorbenen angestrebt wird, ist hier die „Loslösung des Übels (schlechte Taten)“ mit der Wiedergeburt nach dem kurzfristigen Totenreichaufenthalt im Moment des Übergangs in die Welt der Götter verbunden.

## Etymologie
Dem altägyptischen Begriff sefech liegt ein Wortspiel zugrunde. So beschreibt sefech unter anderem die Zahl „7“, bezieht sich in gleicher Schreibung ebenso auf die sieben Dekane und sieben Dekaden.
Die Lösung im Reinigungswasser ist als Gleichsetzung der Reinigung im See der Duat zu verstehen. Entsprechend gilt die Unsichtbarkeitsphase von 70 Tagen auch als Reinigungs- und Regenerationsdauer.

## Mythologische Verbindungen
Die „Lösung des Übels“ ist auch Thema des Nutbuches, das unter anderem die Zustandsbeschreibung der sieben unsichtbaren Dekan-Sterne zum Inhalt hat, die sich siebzig Tage in der Unterwelt aufhalten und in den Status der Chatiu-Dämonen wechseln.
| Auszüge aus der Sethos-Schrift (Zeilen 104 bis 132) | Auszüge aus der PC1 / PC1a-Version (Zeilen 104 bis 133) |
| --- | --- |
| 104 Der Stern, der sich zur Erde begibt, stirbt. 105 Er bleibt 70 Tage in der Unterwelt. 107 „Lösen“ wird nicht genannt bis zum 70. Tag 106 So löst er seine Übel während 70 Tagen. 108 Der Name Leben wird nicht zum Lösen gesagt. 109 Sein Übel gelangt auf den Boden. 116 So fallen ihre Knochen zur Erde, 116 wenn die Bas aus den Knochen hervorgehen. 117 So fallen ihre Tränen herab und verwandeln sich in Fische. 118 Das Leben eines Sterns entsteht im See. 120 Er flattert nach oben, 121 aus dem Meer der Abbilder. 132 Die Übel werden zu Menschen für 70 Tage. | 104 Der Stern, der zur Erde geht, ruht in der Unterwelt. 105 Er bleibt im Haus des Geb für sieben Dekaden. 106 Er löst in dieser Zeit seine Übel in der Balsamierungswerkstatt. 107 Man sagt „Lösen“ als Name der „7“ bis zum heutigen Tag 108 Der Name Leben wird zum Lösen gesagt. 116 So fallen ihre Übel zur Erde, 116 und die Bas, die zur Erde gefallen waren, gehen hervor. 117 Ihre Träne fällt herab, wird zu einem Fisch, ihrer Wasserform. 118 Der Stern wird beim Aufgang den See berühren. 132 Die Übel werden zu Menschen. 133 Das ist das Entstehen seiner Lebenszeit in der Unterwelt. |
In enger mythologischer Anbindung steht die wechselnde Gestaltsform des „lebendigen Dekans“ in die Flüssigkeitsform einer Träne. Während der Lösung werden die Dekane auch „Dekan-Fische“ genannt, die sich im „See der Duat“ aufhalten. Nach dem akronychischen Untergang, dem Eintritt in die Duat, regeneriert sich der „Dekan-Fisch“ im „See der Duat“ und ändert im Moment der Wiedergeburt (heliakischer Aufgang) erneut seine Gestalt.
Hinsichtlich der Begriffe Träne (remyt) und Menschen (remtju) liegt ebenfalls ein Wortspiel vor. In den Sargtexten wird der Verstorbene mit einer Träne verglichen. Aus dem Alten Reich ist bereits das weitere Wortspiel von „Träne“ und „Fisch“ belegt. Insofern symbolisieren die „verstorbenen Dekane“ nach ihrer Gestaltsumwandlung in einen „Dekan-Fisch“ den Leichnam eines Menschen. In der Spätzeit ist jene Verschmelzung auf das Totengericht erweitert worden. Sowohl die Verstorbenen als auch die unsichtbaren Dekane müssen vor den 42 beisitzenden Richtern des Totenbuches das negative Schuldbekenntnis ablegen. Das Totengericht trat während der „Balsamierungsphase“ zusammen. Damit gehörte die „Lösung“ zu den Bestattungsriten, wobei in extremen Fällen auch eine Bestattung aufgrund des fehlenden negativen Schuldbekenntnisses verweigert werden konnte.
Das negative Schuldbekenntnis des Dekan-Sterns basiert wahrscheinlich auf der notwendigen Reinheit des zuständigen Priesters, der nur so die Rezitationen vornehmen konnte. Hinzu kommt, dass die priesterliche Reinheit Voraussetzung für den Tempelzutritt war. Nach dem Ende der Dienstzeit eines Phylenpriesters war eine erneute Reinigung vor seinem Amtsantritt notwendig. Das Reinheitsbekenntnis des jeweiligen Priesters als Zugangsberechtigung steht daher wohl in direktem Zusammenhang der „Dekaden-Lösung“.
Im Totenbuch ist unter der Nr. 158 im „Spruch für einen goldenen Halskragen“ die Lösung standardisiert: „Löse mich, sieh mich an. Ich bin einer von denen (Chatiu-Dekane), die zur Lösung gehören, wenn sie Geb sehen.“ Auch Totenbuchspruch 125 zielt in die gleiche Richtung: „Einen Mann ablösen von den Sünden. Das Angesicht der Götter zu schauen.“ Auf einem Ostraka steht diesbezüglich geschrieben: „Mögest du das Verderben beseitigen und Milde zeigen, man tut ja das, was du gesagt hast“. Die angestrebte „Lösung“ stellt daher die Bitte des Verstorbenen dar, wie ein temporär toter Dekanstern am Ende der 70 Tage andauernden Bestattungsriten wiedergeboren zu werden. Im Buch vom Atmen wird berichtet, dass der Verstorbene vor dem Einwickeln mit Mumienbinden für das „Lösen seiner Übel“ zu einem See gebracht wurde, um dort die magischen Riten zu vollziehen.